# Medzev
Medzev (mađ. Mecenzéf, njem. Metzenseifen) je grad u Košičkom kraju u južnom djelu istočne Slovačke. Grad upravno pripada Okrugu Košice - okolie. 

## Zemljopis
Grad se nalazi na nadmorskoj visini od 313 metara, a obuhvaća površinu od 31,861 km². Smješten je u podnožju planina Slovenský kras na jugu i Volovské vrchy na sjeveru. Gradom teče rijeka Bodva, a udaljen je od regionalnog centra Košica 35 km zapadno.

## Povijest
Grad je nastao 1960. godine spajanjem naselja Nižný Medzev i Vyšný Medzev. Grad na sadašnjem teritoriju prvi puta se spominje 1359. godine, vjerojatno su ga naselili njemački u slovački rudari. Nakon Mongolske provale u Europu grad naseljava veliki broj Nijemaca.
Tijekom 16. stoljeća grad je zahvatila reformacija i protureformacija.
U tijeku industrijalizacije grad je bio gospodarsko središte s brojnim obrtnicima, a posebno je bio poznat po proizvodnji poljoprivrednih strojeva.  Tijekom 1930-ih došlo je do sukoba između njemačkih i slovačkih radnika. Do kraja Drugog svjetskog rata, Nijemci su su bili najveća skupina stanovništva, čak i danas više od 20% stanovništva govori njemački jezik. 

## Stanovništvo
| Godina:     | 1993. | 2003.   | 2013.    | 2023.   |
| ----------- | ----- | ------- | -------- | ------- |
| Broj ljudi: | 3948  | 3734    | 4337     | 4124    |
| Razlika:    |       | -5,42 % | +16,14 % | -4,91 % |

| Godina:     | 2022. | 2023.   |
| ----------- | ----- | ------- |
| Broj ljudi: | 4099  | 4124    |
| Razlika:    |       | +0,60 % |

Prema popisu stanovništva iz 2001. godine grad je imao 3.667 stanovnika.

### Etnički sastav
- Slovaci - 75,43%
- Nijemci - 13,55%
- Romi - 6,65%
- Mađari - 1,55%
- Česi -  0,44%

### Religija
- rimokatolici - 77,58%
- ateisti - 12,95%
- grkokatolici - 2,18%
- luterani - 0,79%

## Gradovi prijatelji
- Holice, Češka
- Rátka, Mađarska

## Vanjske poveznice
- Službena stranica grada
- Povijest grada i Nijemaca u gradu  (engl.), (mađ.), (sl.), (njem.)

### Ostali projekti
|  | Zajednički poslužitelj ima još gradiva o temi Medzev |